# Чистопады
Чистопады (укр. Чистопади) — село в Залозецкой поселковой общине Тернопольского района Тернопольской области Украины.
Код КОАТУУ — 6122689601. Население по переписи 2001 года составляло 605 человек.
До 2020 года входило в Зборовский район.

## Географическое положение
Село Чистопады находится на правом берегу реки Серет,
выше по течению на расстоянии в 3 км расположено село Ратыщи,
ниже по течению на расстоянии в 1,5 км расположен посёлок Залозцы.
На реке сделана большая запруда.

## История
- 1701 год — дата основания.

## Объекты социальной сферы
- Школа I ст.
- Клуб.
- Фельдшерско-акушерский пункт.